# Erodium beketowii
Erodium beketowii är en näveväxtart som beskrevs av Johannes Theodor Schmalhausen. Erodium beketowii ingår i släktet skatnävor, och familjen näveväxter. Inga underarter finns listade i Catalogue of Life.